# 1162 w literaturze
Wydarzenia literackie w 1162 roku.

## Urodzili się
- Abd al-Latif al-Baghdadi, kronikarz arabski (zm. 1231)
- Teika Fujiwara, poeta japoński (zm. 1241)